# Santa María Mazatla
Santa María Mazatla är en ort i Mexiko, tillhörande kommunen Jilotzingo i den västra delen av delstaten Mexiko. Orten hade 3 243 invånare vid folkräkningen 2010 och är kommunens näst största samhälle sett till befolkningsantal.